# Chiropodomys
Chiropodomys är ett släkte i underfamiljen möss (Murinae) som förekommer i Sydostasien.
Arterna förekommer främst i tropiska regnskogar, lever på träd och är små. Kroppslängden ligger mellan 7 och 12 centimeter och därtill kommer en 9 till 17 centimeter lång svans. Vikten varierar mellan 15 och 43 gram. Den mjuka pälsen är på ovansidan grå till brun och på buken vitaktig (ibland med orangeröda nyanser). Svansen är bara glest täckt med hår med undantag av svansspetsen så att den påminner om en pensel.
Levnadssättet är bara känt för indisk plymsvansmus (Chiropodomys gliroides) och det antas att de andra arterna har liknande beteende. Indisk plymsvansmus vistas främst i bambuskogar och är aktiv på natten. På dagen sover djuret i sin bo av bambublad. Boet placeras i trädens håligheter eller i hål som skapas i tjocka bambustjälkar. Födan utgörs uteslutande av växtdelar. Exemplar i fångenskap åt även köttfärs.
Hos indisk plymsvansmus kan honor para sig under alla årstider, men de flesta ungar föds mellan september och mars. Dräktigheten varar i 19 till 21 dagar och sedan föds upp till fyra ungar. Efter en månad slutar honan med digivning.
För närvarande räknas 6 arter till släktet:
- Indisk plymsvansmus (Chiropodomys gliroides) förekommer från sydöstra Kina över det sydöstasiatiska fastlandet till Bali och Java.
- Chiropodomys major är endemisk på Borneo.
- Chiropodomys muroides lever likaså på Borneo.
- Chiropodomys pusillus har sitt utbredningsområde på Borneo.
- Chiropodomys karlkoopmani finns på Mentawaiöarna nära Sumatra.
- Chiropodomys calamianensis är endemisk för Palawan och mindre öar i närheten.

C. karlkoopmani listas av IUCN som starkt hotad (endangered) och C. gliroides som livskraftig (least concern). De andra arterna förtecknas med kunskapsbrist (data deficient).
Wilson & Reeder (2005) räknar Chiropodomys till den så kallade Micromys-släktgruppen, alltså som nära släktingar till dvärgmusen.